# Luju Alang
Die Luju Alang, auch Loedjoe Alang, Ludjo Alang, Ludju Alang oder Sikin Alang, ist eine Machete aus Sumatra.

## Beschreibung
Die Luju Alang hat eine gerade, einschneidige Klinge. Die Klinge ist vom Heft zum Ort gleich breit. der Ort ist abgerundet und der Klingenrücken ist ein wenig länger als die Schneide. Das Heft besteht aus Holz oder Horn und ist am Knaufbereich zur Schneide hin gebogen. Der Knauf ist ähnlich einem Tiermaul stilisiert geschnitzt. Zwischen Heft und Klinge ist eine verzierte Zwinge angebracht, die zur besseren Befestigung von Klinge und Heft dient. Die Luju Alang ist eine verkürzte Version des Sikin-Panjang. Der Begriff Alang  bedeutet „nicht gebräuchlich zum Kampf“. Die Luju Alang wird von Ethnien in Indonesien benutzt.